# マラーヘル
マラーヘル (Maraahel) はアイルランドで生産された競走馬、種牡馬。

## 経歴

### 競走馬時代

#### 2003年、2004年（2歳、3歳）
2歳時の8月に競走馬デビュー戦を迎え、その後デビュー2戦目で初勝利を挙げた。初勝利後は準重賞競走で4着となり、レース後は休養に入り3戦1勝で2歳を終えた。
3歳となって、休養明け3戦目となった重賞競走初挑戦となるゴードンステークス (G3) を制して重賞競走初勝利を挙げた。しかし続くG1競走初挑戦となるセントレジャーステークスはルールオブローに敗れて4着となり、その後は休養に入った。

#### 2005年（4歳）
古馬となり、休養明け初戦はドバイに遠征してドバイシーマクラシックに出走したがフェニックスリーチに敗れて8着だった。帰国後はジョンポーターステークス (G3) で5着、続くハクスレイステークス (G3) を制して重賞競走2勝目を挙げた。その後も重賞戦線を走り、4戦で2着1回、3着3回と好走するが勝利はできなかった。12月には香港へ遠征して香港カップで3着となっている。

#### 2006年（5歳）
この年も前年に続きドバイへ遠征し、初のダート戦となるドバイワールドカップに出走したがエレクトロキューショニストに敗れて6着だった。帰国後は前年と同じローテーションを走り、ジョンポーターステークス (G3) で前年と同じく5着、続くハクスレイステークス (G3) で連覇を達成、前年2着だったハードウィックステークス (G2) も制した。そして重賞競走2連勝で挑んだキングジョージ6世&クイーンエリザベスダイヤモンドステークスではハリケーンランに敗れて6頭中5着だった。続くインターナショナルステークスでは、勝ったノットナウケイトから短頭差での2着、12月には前年に続いて香港へ遠征して香港ヴァーズで5着となり、レース後は休養に入った。

#### 2007年（6歳）
4月、休養明け初戦の3年連続出走となるジョンポーターステークス (G3) を制して重賞競走5勝目を挙げた。続くハクスレイステークス (G3) も制して同競走3連覇を達成した。しかし次のコロネーションカップではスコーピオンに敗れて3着だったが、続くハードウィックステークス (G2) では2着となったスコーピオンに競り勝ち同競走連覇を達成した。そして迎えた2年連続出走となるキングジョージ6世&クイーンエリザベスステークスではディラントーマスに敗れての3着だった。次走はアイルランドへ遠征し、アイリッシュチャンピオンステークスで5着、続くチャンピオンステークスでは10着という結果に終わり、レース後は休養に入った。

#### 2008年（7歳）
休養明け初戦は4連覇の懸かったハクスレイステークス (G3) に出走したが2着だった。続く3連覇の懸かったハードウィックステークス (G2) は3着、そしてエクリプスステークスで最下位となる8着という結果に終わり、この競走を最後に競走馬を引退した。重賞競走では7勝したが、G1競走では2着1回、3着5回と好走したが結局勝利はできなかった。

### 種牡馬時代
トリニダード・トバゴの種牡馬組織に購入され、8歳となった2009年よりトリニダード・トバゴで種牡馬となることになった。

## 血統表
| マラーヘルの血統リファール系 / Northern Dancer 3×5=15.63% | マラーヘルの血統リファール系 / Northern Dancer 3×5=15.63% | マラーヘルの血統リファール系 / Northern Dancer 3×5=15.63% | （血統表の出典）  | （血統表の出典） |
| 父 Alzao 1980 鹿毛                                        | 父の父Lyphard 1969 鹿毛                                   | Northern Dancer                                           | Nearctic          | Nearctic         |
| 父 Alzao 1980 鹿毛                                        | 父の父Lyphard 1969 鹿毛                                   | Northern Dancer                                           | Natalma           |                  |
| 父 Alzao 1980 鹿毛                                        | 父の父Lyphard 1969 鹿毛                                   | Goofed                                                    | Court Martial     | Court Martial    |
| 父 Alzao 1980 鹿毛                                        | 父の父Lyphard 1969 鹿毛                                   | Goofed                                                    | Barra             |                  |
| 父 Alzao 1980 鹿毛                                        | 父の母Lady Rebecca 1971 鹿毛                              | Sir Ivor                                                  | Sir Gaylord       | Sir Gaylord      |
| 父 Alzao 1980 鹿毛                                        | 父の母Lady Rebecca 1971 鹿毛                              | Sir Ivor                                                  | Attica            |                  |
| 父 Alzao 1980 鹿毛                                        | 父の母Lady Rebecca 1971 鹿毛                              | Pocahontas                                                | Roman             | Roman            |
| 父 Alzao 1980 鹿毛                                        | 父の母Lady Rebecca 1971 鹿毛                              | Pocahontas                                                | How               |                  |
| 母 Nasanice 1995 鹿毛                                     | 母の父Nashwan 1986 栗毛                                   | Blushing Groom                                            | Red God           | Red God          |
| 母 Nasanice 1995 鹿毛                                     | 母の父Nashwan 1986 栗毛                                   | Blushing Groom                                            | Runaway Bride     |                  |
| 母 Nasanice 1995 鹿毛                                     | 母の父Nashwan 1986 栗毛                                   | Height of Fashion                                         | Bustino           | Bustino          |
| 母 Nasanice 1995 鹿毛                                     | 母の父Nashwan 1986 栗毛                                   | Height of Fashion                                         | Highclere         |                  |
| 母 Nasanice 1995 鹿毛                                     | 母の母Mathaayl 1989 黒鹿毛                                | Shadeed                                                   | Nijinsky II       | Nijinsky II      |
| 母 Nasanice 1995 鹿毛                                     | 母の母Mathaayl 1989 黒鹿毛                                | Shadeed                                                   | Continual         |                  |
| 母 Nasanice 1995 鹿毛                                     | 母の母Mathaayl 1989 黒鹿毛                                | Manal                                                     | Luthier           | Luthier          |
| 母 Nasanice 1995 鹿毛                                     | 母の母Mathaayl 1989 黒鹿毛                                | Manal                                                     | Top Twig F-No.1-k |                  |

### 血統背景
- 伯父（母の半兄）、ケイラワン（1996年トムフールハンデキャップ）